# Île Kelleys
L'île Kelleys est une île de la moitié ouest du lac Erié, dans le comté d'Erie (Ohio aux USA). C'est l'une des plus grandes îles de l'archipel des îles Bass et c'est aussi un village qui occupe toute l'île.

## Historique
L'île Kelleys était auparavant occupée par les Amérindiens de la région. Au début de la Guerre anglo-américaine de 1812, l'île a été utilisée comme poste militaire, d'abord par les Britanniques, puis par l'armée américaine. Au début du XIXe siècle, l'île était pour la plupart inhabitée. Après que les frères Kelley ont acheté le terrain, il y a eu un développement commercial grâce à l'extraction des ressources de calcaire et de bois d'œuvre de l'île, et la population a commencé à croître avec les travailleurs et les familles. Il y avait aussi la culture du raisin comme produit de base.
Aujourd'hui, l'île Kelleys est principalement une destination de vacances et est visitée par des milliers de personnes chaque été. Les attractions notables incluent ses diverses plages, parcs et terrains de camping. Plusieurs ferries assurent un transport régulier vers le continent pour la plupart des voyageurs; l'île dispose également d'un certain nombre de marinas, ainsi que d'un petit aérodrome pour les avions privés. C'est la plus grande des îles américaines du lac Érié et fait partie de la ville de Sandusky.
L'île Kelleys est fortement boisée à l'exception de plusieurs zones résidentielles, certaines pour les résidents à l'année, d'autres pour les vacanciers d'été. Quelques petites fermes et une petite carrière de calcaire fonctionnent toujours sur l'île. Chaque été depuis 1974 (généralement en août), l'île accueille un festival de retour à la maison d'un week-end, qui comprend un défilé à thème mettant en vedette les habitants et les vacanciers, un pique-nique et un certain nombre de stands de nourriture et d'artisanat. L'île de Kelleys dispose d'un certain nombre de plages publiques. De nombreuses zones permettent la baignade , la navigation de plaisance et la pêche .

### Transport
Le ferry de l'île Kelleys est la seule ligne qui fonctionne toute l'année (si le temps le permet) entre l'île et le continent.
Le côté est de l'île accueille un petit aéroport public, appelé l'aéroport de Kelleys Island Land Field. Il comporte un terminal, une seule piste et une aire de stationnement pour les avions.

### Kelleys Island State Park
En août 2010, un rapport de The Nature Conservancy, en collaboration avec le US Fish and Wildlife Service, l'United States Fish and Wildlife Service, le Ministère des richesses naturelles de l'Ontario et plusieurs autres organismes sans but lucratif, a classé l'île Kelleys comme la 7e île la plus menacée sur le plan écologique dans le Grands Lacs. Les raisons données pour la mauvaise santé écologique de l'île incluaient le développement, le tourisme et les loisirs, les marinas et les stations balnéaires, l'augmentation des routes et des bâtiments, les pratiques agricoles incompatibles et les espèces envahissantes. Le parc d'État a été créé dans ce but et contient un grand terrain de camping.

## Galerie

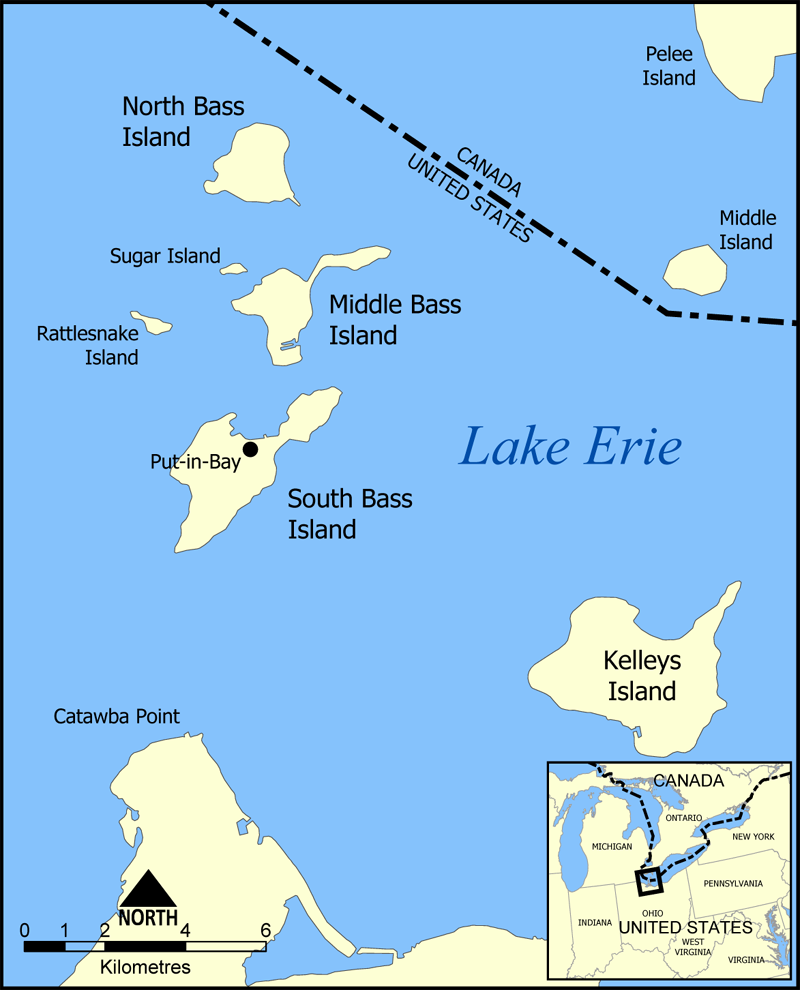
Position de l'île Kelleys
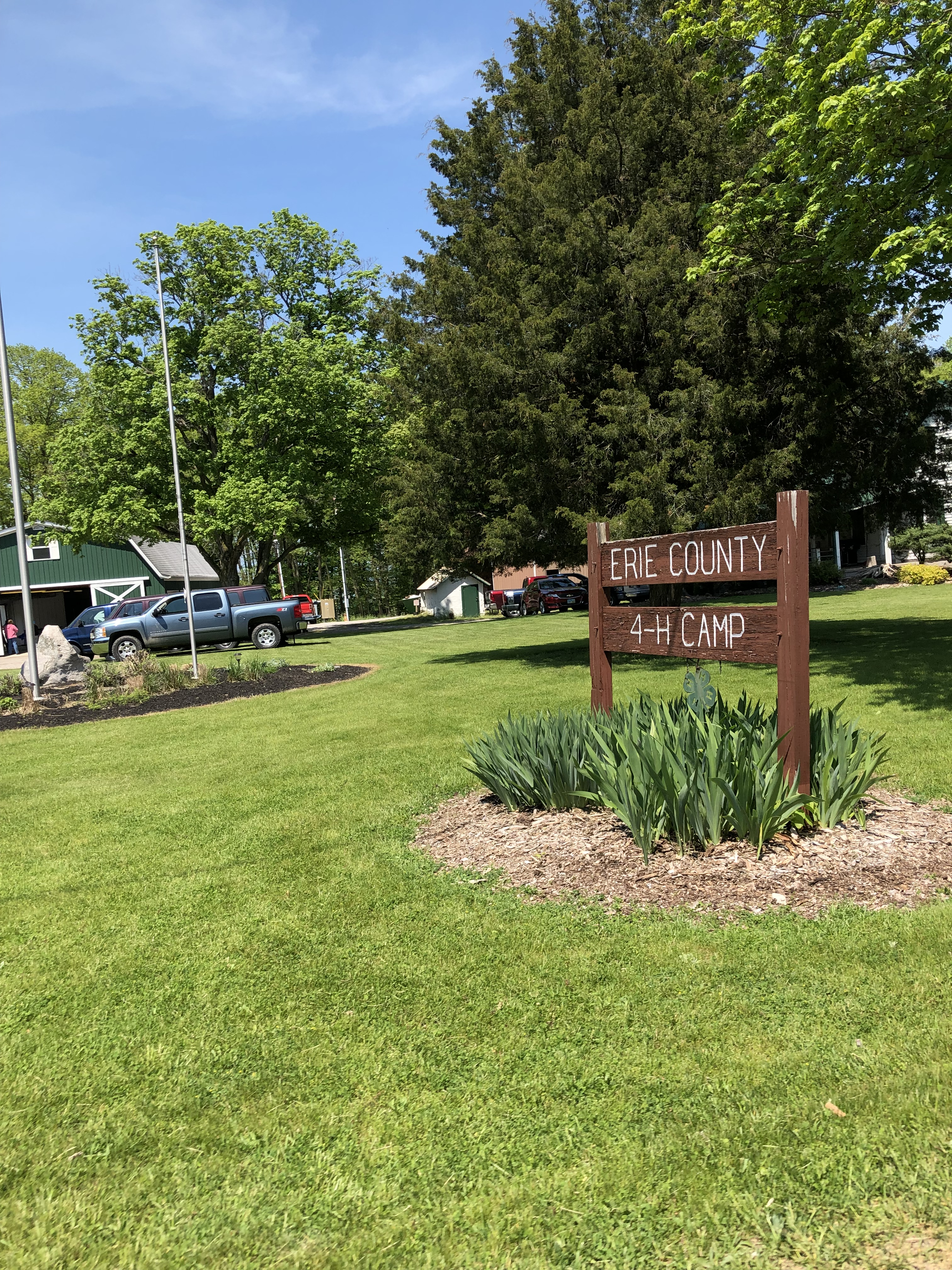
Le camping
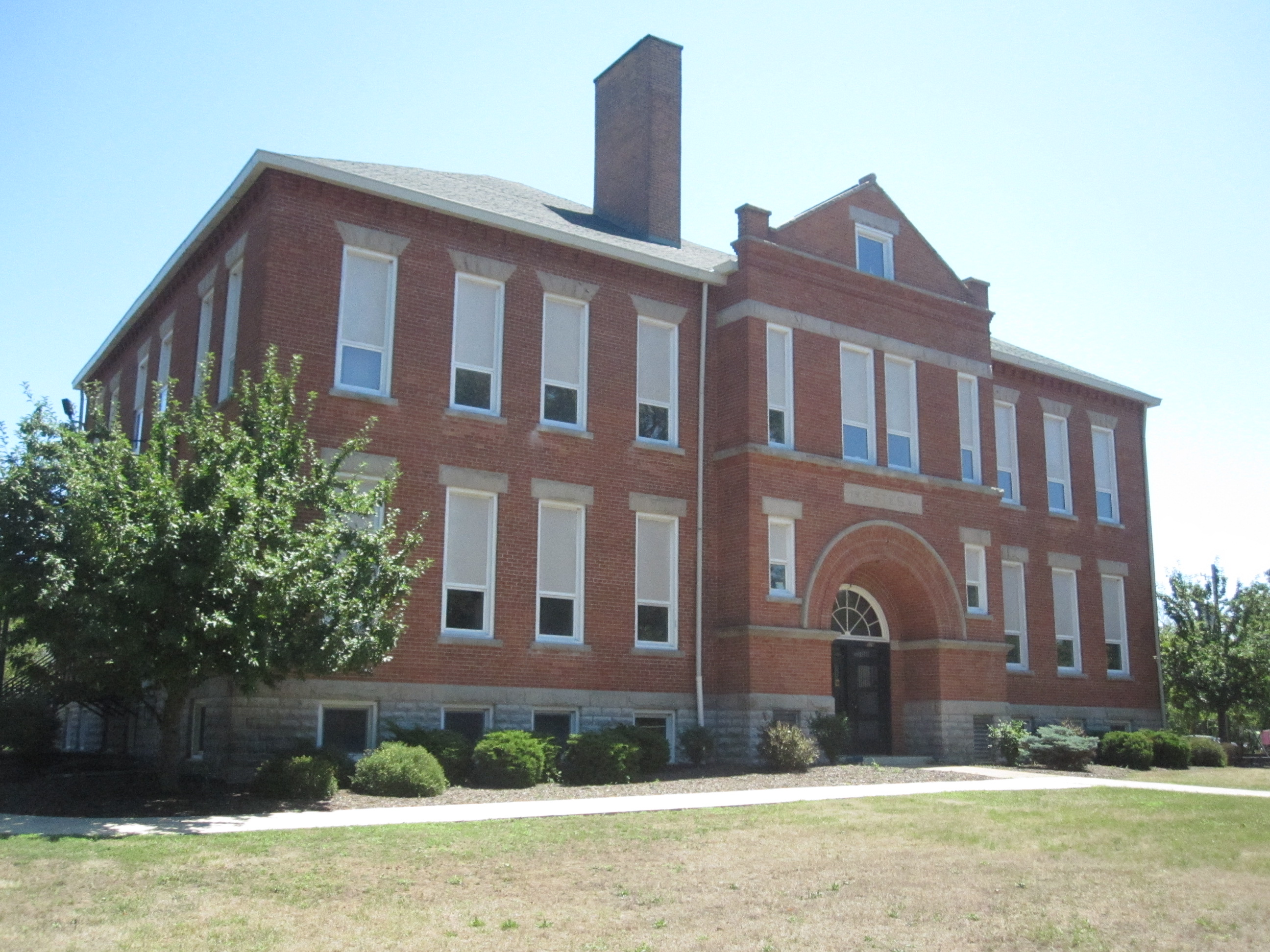
L'école